# تاکوما ناکاجیما
تاکوما ناکاجیما (ژاپنی: 中島 拓真؛ زادهٔ ۳ آوریل ۱۹۹۵) یک بازیکن فوتبال اهل ژاپن است.
از باشگاه‌هایی که در آن بازی کرده‌است می‌توان به باشگاه فوتبال آزول کلارو نومازو اشاره کرد.